# آلترنكهام
آلترنهام (بالإنجليزية: Altrincham)‏؛ هي مدينة في ترافورد وإحدى بلدات مانشستر الكبرى بإنجلترا، تقع جنوب نهر المرزي، تحديدًا جنوب غرب مركز مدينة مانشستر. وبلغ عدد عدد سكانها 52,419 في العام 2011.

## أعلام
- إدوارد جونز
- جوناثان بين
- فيليب إغان
- باول يونغ
- أنجيلا كارترايت
- أندرو ديفيز